# The Last Day (Doctor Who)

The Last Day (littéralement : « Le Dernier Jour ») est un mini-épisode de la série de science-fiction britannique Doctor Who. Il a été diffusé le 21 novembre 2013 sur le BBC iPlayer et sur YouTube, dans le cadre de la célébration du 50e anniversaire de la série, le 23 novembre 2013. Écrit par Steven Moffat, ce mini-épisode constitue un préquel à l'épisode spécial qui sera diffusé deux jours plus tard, Le Jour du Docteur.

## Distribution
- Chris Finch : Soldat Seigneur du Temps
- Alan Gill : Soldat Seigneur du Temps
- Barry Aird : Commandant Seigneur du Temps

## Résumé
C'est le premier jour d'un soldat fraichement recruté sur Arcadia, « l'endroit le plus sûr sur Gallifrey », qu'il doit défendre en pleine Guerre du Temps. Il est équipé d'une caméra frontale — un appareil d'enregistrement directement relié au cerveau — qu'un autre soldat lui ajuste. Il lui explique qu'il risque de voir des hallucinations, mais qu'il ne s'agit en aucun cas de prémonition. Il ajoute que s'il venait à mourir, tout ce qui a été enregistré sera téléchargé sur un disque dur qui sera renvoyé à sa famille.
La nouvelle recrue rencontre ensuite son commandant, qui lui parle de leurs défenses. Il décrit les « tranchées aériennes », qui empêchent les forces ennemies d'entrer. Il y en 400 autour d'Arcadia, et rien n'a jamais pu les pénétrer. L'autre soldat amène la recrue au poste de défense, et lui apprend à utiliser le scanner afin de chercher des objets étranges dans le ciel. Il doit être vigilant, car un seul Dalek suffirait pour détruire toute la ville. Pour le tester, il lui dit de zoomer sur une cible potentielle  — qu'il pense être un oiseau — qui est en réalité un Dalek. Le Dalek est ensuite rejoint par davantage de ses alliés, et le ciel se voit rempli de Dalek. 
Un Dalek tire son rayon d'extermination sur le soldat, qui hurle tandis que la caméra frontale émet une lumière rouge, puis ne fonctionne plus. 

### Continuité
- Le Docteur n'apparaît pas dans ce mini-épisode.

## Production
The Last Day a été filmé le 9 mai 2013 à Roath Lock, un studio de production utilisé par la BBC notamment pour Doctor Who (et sa série dérivée Class en 2016) ou encore Casualty.